# Победници меморијалног турнира РТС
Екипа РТС - Ветерани победници су XIV Меморијалног турнира РТС-а у малом фудбалу “Играјмо за 16” који се у знак сећања на погинуле колеге у НАТО бомбардовању 23. априла 1999. традиционално одржава сваке године. У финалу такмичења 21.04.2013, у СЦ Вождовац на Бањици РТС Ветерани савладали су екипу ТВ Арена Спорт са 2: 1. Победницима турнира пехар је уручила Милица Мандић, олимпијска шампионка из Лондона 2012. године, а медаље Предраг Перунчић, државни секретар за спорт у Министарству омладине и спорта Србије. Овом приликом поред осталог рекла:
Поред великог броја јавних личности, некадашњих и садашњих репрезентативаца Србија, партнера и пријатеља куће, медија и некадашњих учесника и великог броја грађана на XIV Меморијалном турниру учестововао је велики број деце. Међу њима и деца из Школе фудбала "Мика Антић" и деца из школе фудбала Црвена звезда који су отворили турнир. Песмом су све улепшали чланови Дечијег хора РТС-а.